# Bistolida
Bistolida là một chi ốc biển, là động vật thân mềm chân bụng sống ở biển trong họ Cypraeidae, họ ốc sứ

## Các loài
Các loài thuộc chi Bistolida bao gồm:
- Bistolida diauges (Melvill, 1888) [2]
- Bistolida erythraeensis (Sowerby I, 1837)[3]
- Bistolida kieneri (Hidalgo, 1906) [4]
- Bistolida owenii (Sowerby, 1837) [5]
- Bistolida stolida (Linnaeus, 1758)[6]
- Bistolida ursellus (Gmelin, 1791) [7]

## Hình ảnh

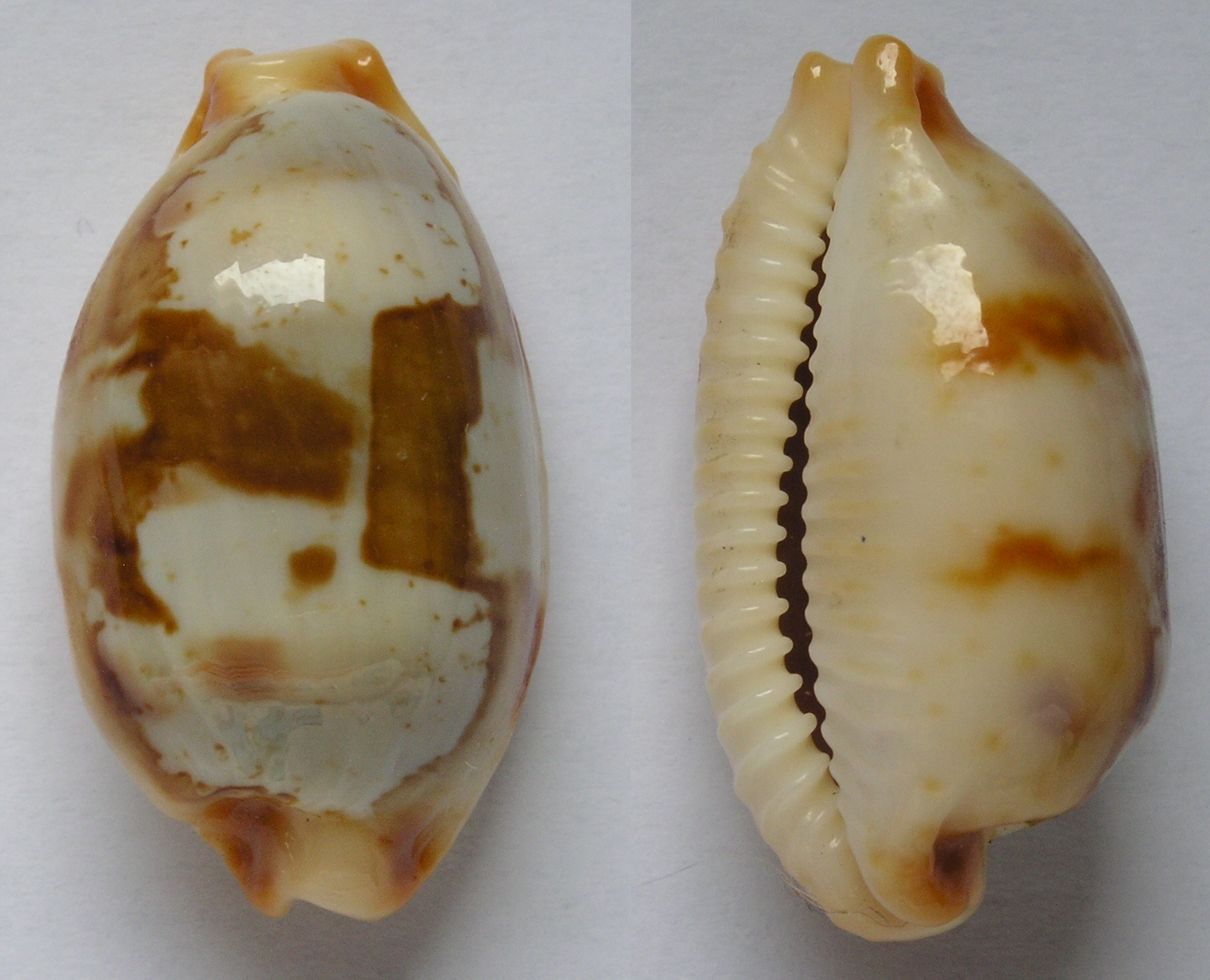
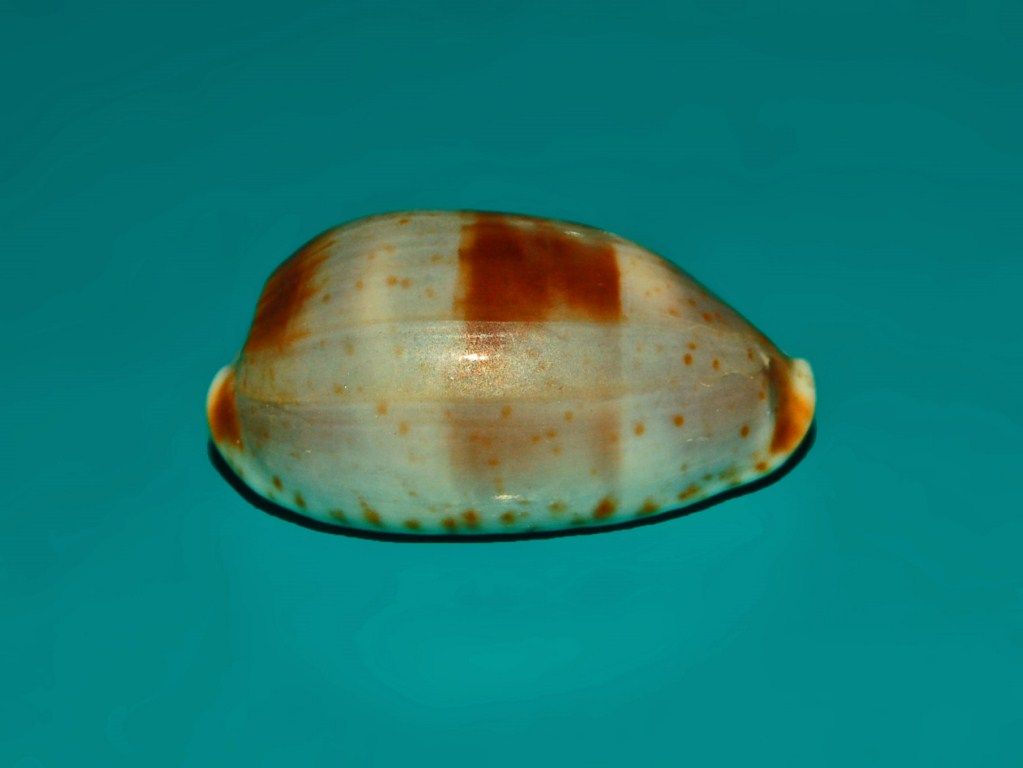